# 哈里普尔
哈里普尔（Haripur），是印度西孟加拉邦Barddhaman县的一个城镇。总人口6888（2001年）。

## 人口
该地2001年总人口6888人，其中男性3718人，女性3170人；0—6岁人口980人，其中男482人，女498人；识字率61.28%，其中男性为71.30%，女性为49.53%。